# Jerzy Eisler

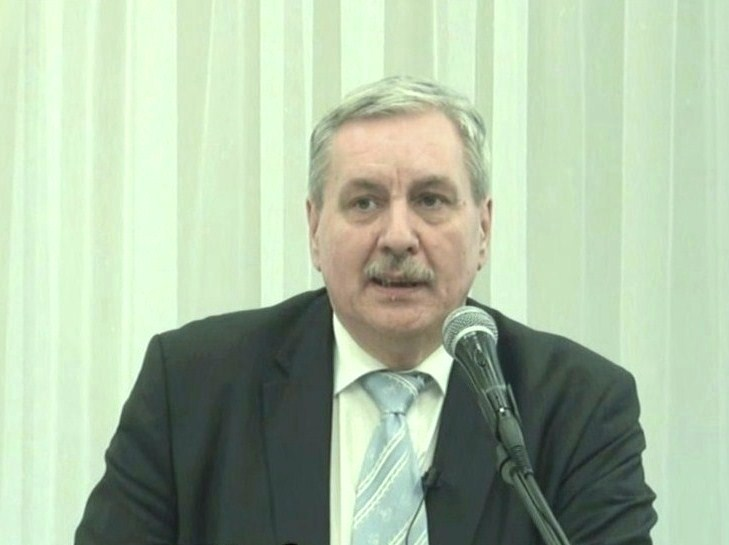
Jerzy Eisler (2015)

Jerzy Krzysztof Eisler (* 12. Juni 1952 in Warschau) ist ein polnischer Historiker. Er ist Autor von über 20 Büchern, die schwerpunktmäßig die Geschichte der Volksrepublik Polen (PRL) zum Thema haben. Er ist Professor am Institut für Geschichte der Polnischen Akademie der Wissenschaften und Direktor der Warschauer Niederlassung des IPN. 

## Schriften (Auswahl)
- Od monarchizmu do faszyzmu. Koncepcje polityczno-społeczne prawicy francuskiej 1918–1940, Warschau 1987, ISBN 83-01-07121-4
- Kolaboracja we Francji 1940–1944, Warschau 1989, ISBN 978-83-05-11967-2
- Marzec 1968. Geneza – przebieg – konsekwencje, Warschau 1991, ISBN 978-83-01-10374-3
- Zarys dziejów politycznych Polski 1944–1989, Warschau 1992, ISBN 978-83-7066-208-0
- List 34, Warschau 1993, ISBN 978-83-01-11347-6
- Grudzień 1970. Geneza – przebieg – konsekwencje, Warschau 2000
- Czerwiec 1976. Geneza – przebieg – konsekwencje, Warschau 2001
- Polski rok 1968, Warschau 2006, ISBN 978-83-60464-02-1